# Kazuhiko Usami
Pas d'image ? Cliquez ici

a Compétitions nationales et continentales officielles uniquement.

b Matchs officiels uniquement.
Dernière mise à jour le 7 août 2022.
Kazuhiko Usami (宇佐美和彦, Usami Kazuhiko), né le 17 mars 1992 à Saijō (Japon), est un joueur de rugby à XV international japonais évoluant au poste de deuxième ligne.

## Carrière

### En club
Kazuhiko Usami a commencé par évoluer en championnat japonais universitaire avec son club de l'Université de Ritsumeikan entre 2010 et 2014, remportant cette compétition en 2013.
Il a ensuite fait ses débuts professionnels en 2014 avec le club des Canon Eagles situé à Machida et qui évolue en Top League. Avec ce club, il joue 30 matchs et inscrit 1 essai.
Il rejoint en 2016 la nouvelle franchise japonaise de Super Rugby : les Sunwolves. Il disputera cependant pas le moindre match, lui étant préféré des joueurs plus expérimentés comme Hitoshi Ono ou Shinya Makabe.
En 2017, il rejoint le club des Panasonic Wild Knights, situé à Ōta. Il ne joue aucun match lors de sa première saison, où son club s'incline en finale du championnat. Gêné par des blessures, il n'en dispute pas non plus la saison suivante.
En 2019, il retourne jouer avec les Canon Eagles, mais de nouvelles blessures l'empêchent de fouler les terrains, et le forcent à arrêter sa carrière de joueur en juin 2021 à l'âge de 29 ans. Il devient dans la foulée l'entraîneur adjoint des Canon Eagles pour la saison inaugurale de League One. Il quitte ses fonctions après une saison.

### En équipe nationale
Kazuhiko Usami représente l'équipe du Japon des moins de 20 ans en 2012 à l'occasion du Trophée mondial junior aux États-Unis.
Il est sélectionné pour la première fois avec l'équipe du Japon en novembre 2014 dans le cadre de la série de la test matchs les opposant aux Māori All Blacks. Il ne sera cependant pas utilisé.
Il obtient finalement sa première cape internationale le 18 avril 2015 à l'occasion d'un match contre l'équipe de Corée du Sud à Incheon,.
Retenu dans l'effectif élargi dans le cadre de la préparation à la Coupe du monde 2015 en Angleterre, il n'est finalement pas choisi par Eddie Jones dans le groupe final.

## Palmarès

### En club
- Vainqueur du championnat universitaire en 2013 avec Ritsumeikan.

### En équipe nationale
- Vainqueur du championnat d'Asie en 2015, 2016 et 2017.

## Statistiques internationales
- 10 sélections avec le Japon entre 2015 et 2017[4].
- 10 points (2 essais).